# Hans von Gersdorff
Hans von Gersdorff, également connu sous le nom de Schyl-Hans, (né vers 1455 - mort en 1529 à Strasbourg) est un chirurgien allemand qui a publié le célèbre Feldbuch der Wundarzney (« Manuel de chirurgie ») en 1517, fournissant des instructions pour les pratiques telles que l'amputation. Le livre est illustré à partir de gravures sur bois dues à Hans Wechtlin.

## Travaux
- Feldtbůch der wundtartzney. Johann Schott, Strasbourg, 1517 Digitalisat BSB München
- Feldtbůch der wundtartzney, newlich getruckt, und gebessert. Johann Schott, Strasbourg, 1528 Digitalisat BSB München
- Feldtbůch der wundtartzney. Augsbourg, ca. 1532 Digitalisat BSB München
- Feldtbůch der wundtartzney, newlich getruckt, und gebessert. Strasbourg, 1535 Digitalisat BSB München
- Feldtbůch der Wundartzney, sampt vilen Instrumenten der Chirurgey. Uß dem Albucasi contrafayt. … Johann Schott, Strasbourg, 1540 Digitalisat BSB München

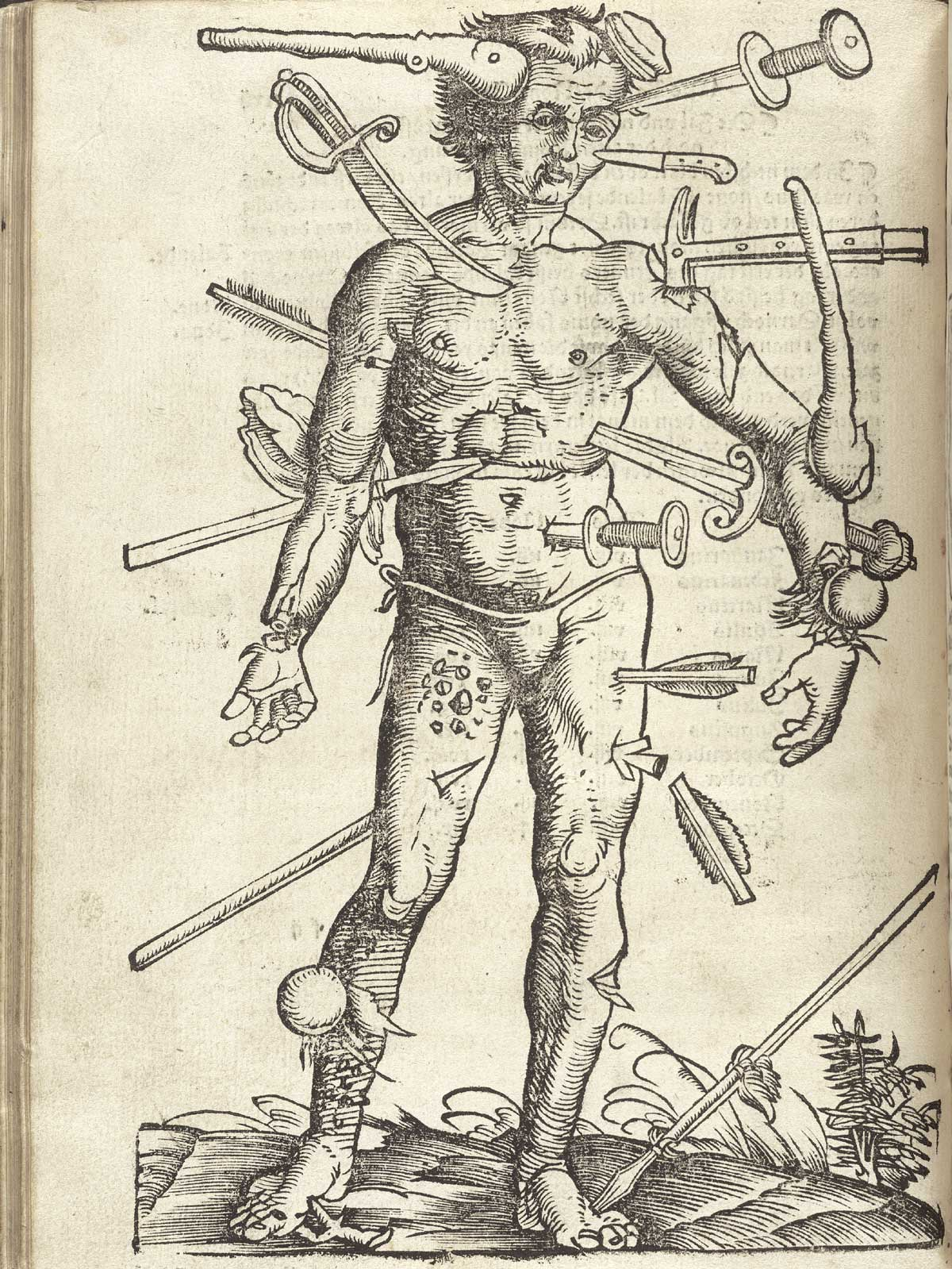
Der verwundete Mann (L'homme blessé (en)) (page 21)
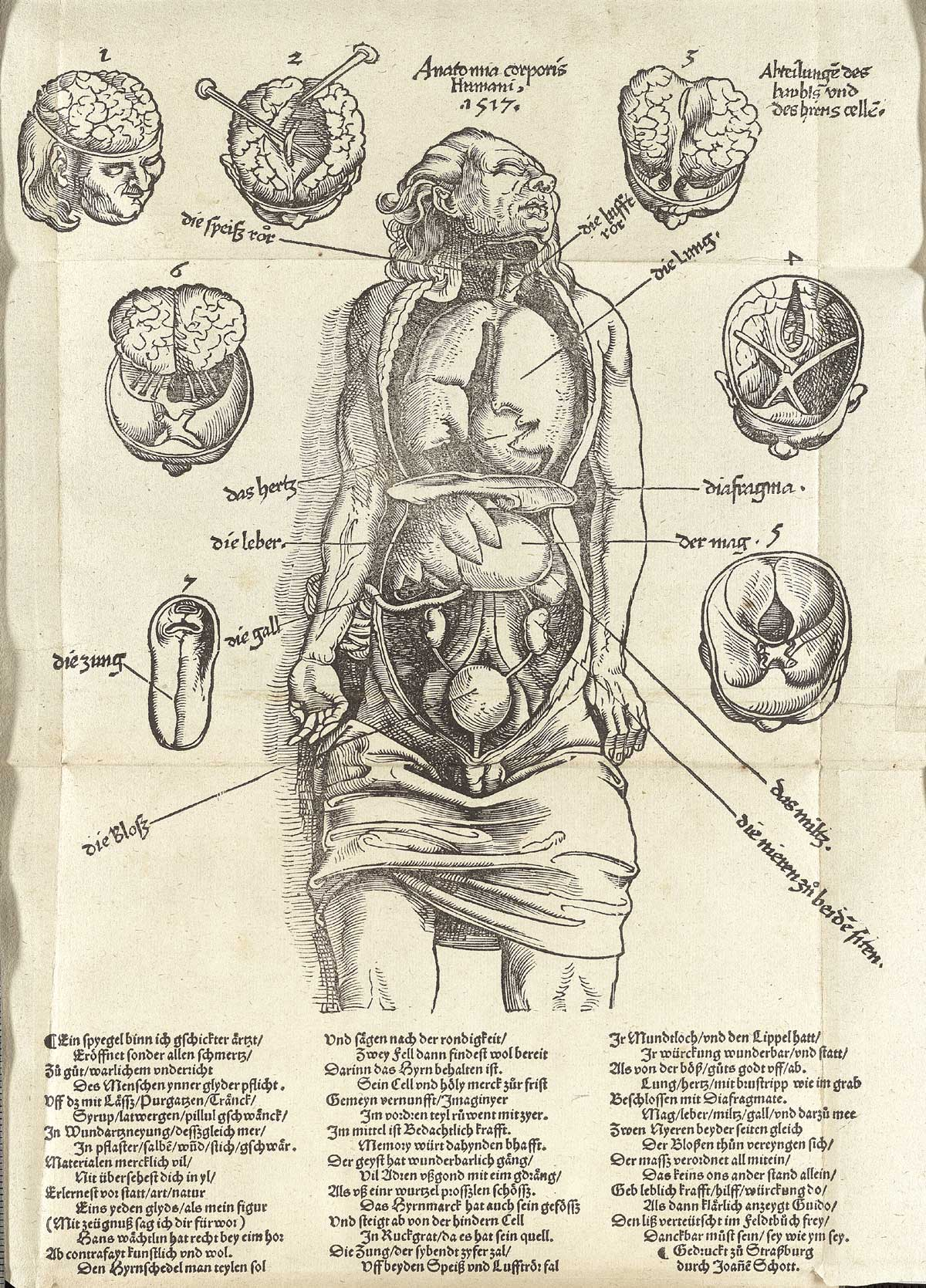
Die Eingeweide (Les intestins)
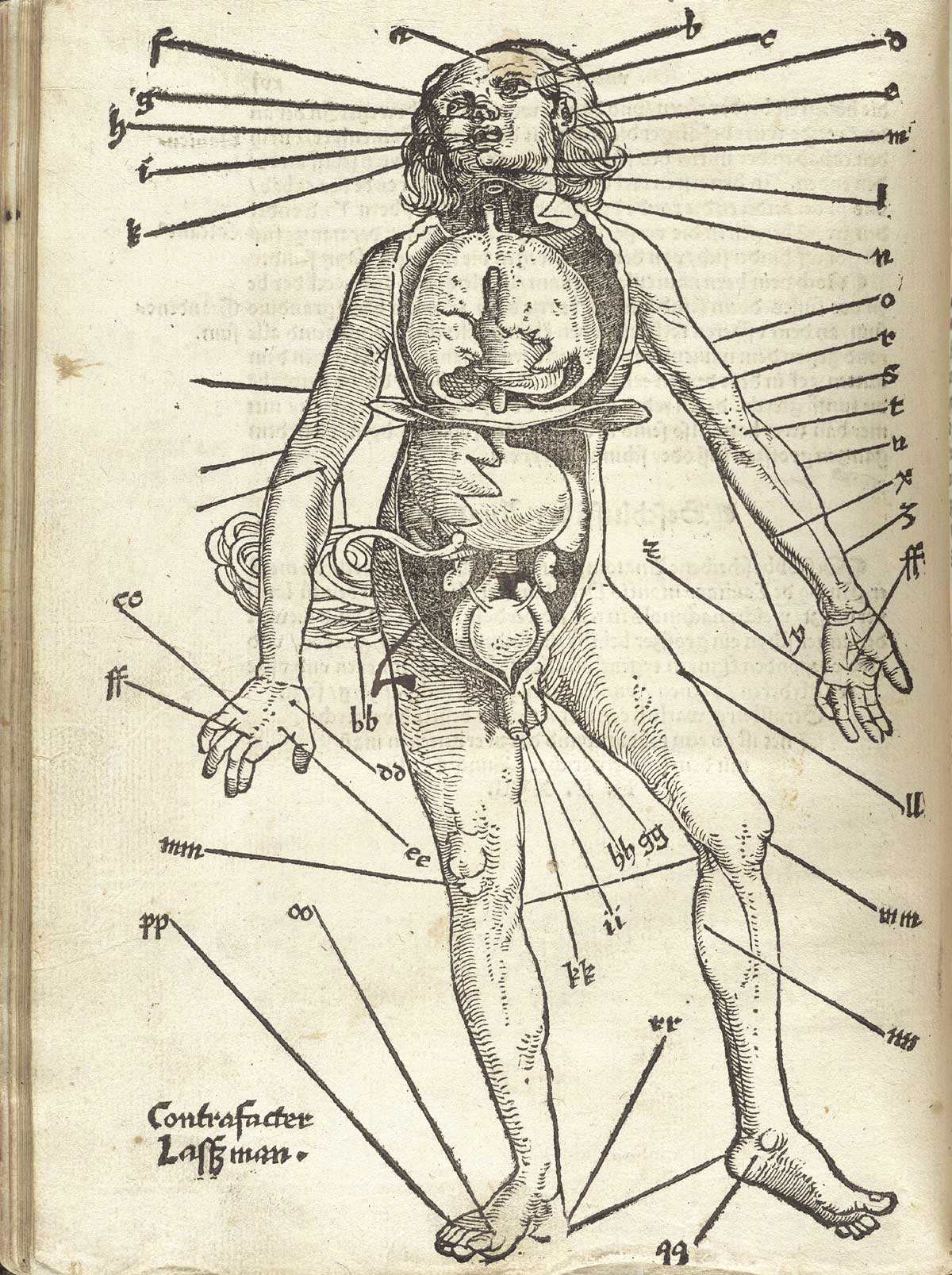
Aderlasspunkte. (Points pour la saignée) (page 16)
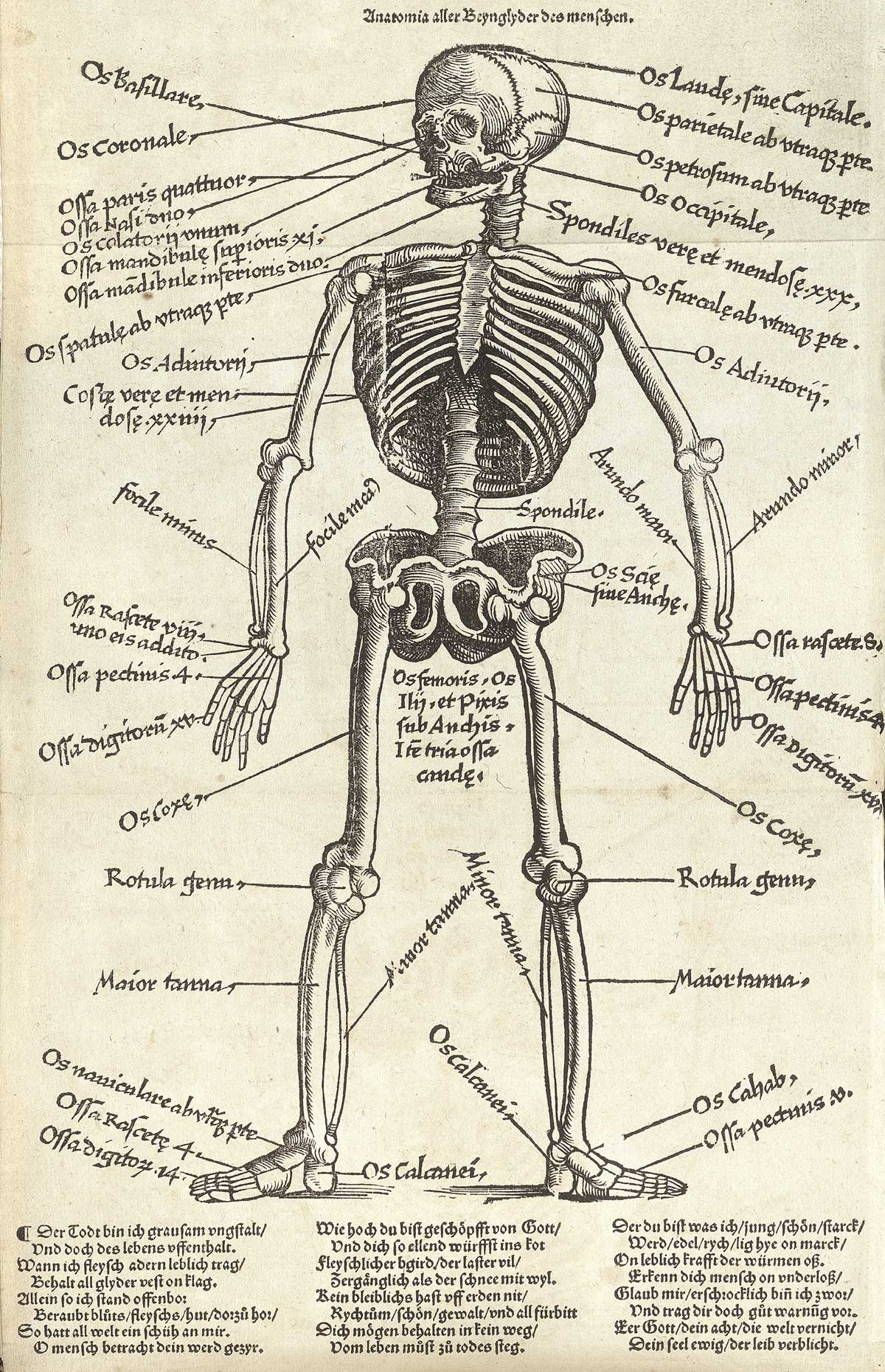
Die Knochenanatomie (Anatomie du squelette)
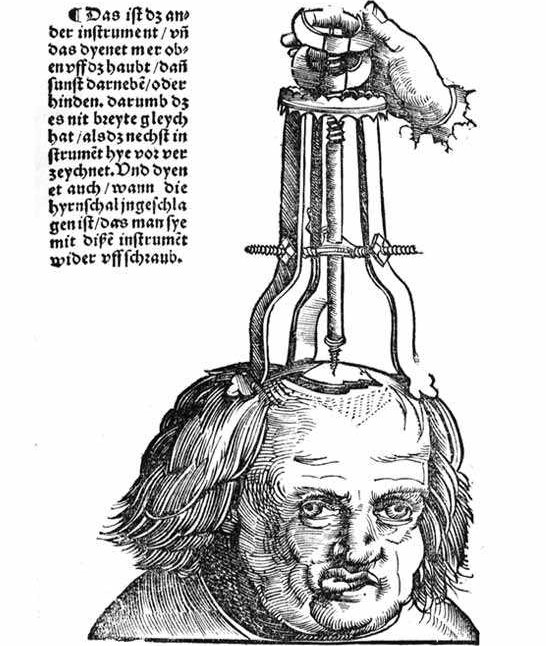
Behandlung einer Schädelwunde (Traitement d'une plaie du crâne)
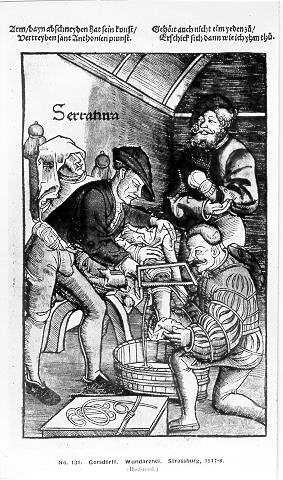
Amputation